# Артаани
Артаани, Артани (груз. არტაანი) — историческая область и крепостной город в южной Грузии, на обоих берегах верховьев реки Куры. Существовали «Зена Артаани» и «Куена Артаани», то есть правый берег и левый берег Куры.

## Название
Источники указывают, что именно провинция (а не город) исторически носила название Артаани. Утверждается что в именах Ардануч, Артвин и Артаани можно выделить хурритский корень ард-/арт-, означающий «город», который также присутствует в названии места Картли. Также существует теория, что корень арт- может быть именем божества или места поклонения. Также использовалось название Артахан, отсюда турецкая форма Ардахан и русская Ардаган

## История
По данным средневекового летописца Леонтия Мровели, город-крепость Артаани был построен легендарным этнархом Джавахосом. Фарнаваз I, царь Иберии, основал Саериставо Цунда, которое включило Артаани в число провинций Кола и Эрушети. Вахтанг I Горгасали создал епископство, престол которого установил в Эрушети. В XII-XIII веках Артаани являлся пограничным эриставством. Позже Артаани  вошел в Самцхе-Саатабаго. В XVI веке Саатабаго был завоеван Османской империей, и Артаани был разделен на две части. Большая часть вошла в вилайет Гурджистан, а малая часть — в вилайет Карс. В это время главным городом Диди Артаани был назван Фаракан. В XVII веке город был назван по имени провинции Артаани. После Русско-Османской войны 1877-1878 годов город и область были оккупированы российскими войсками, и согласно Сан-Стефанскому и Берлинскому договорам 1878 года, Артаани был передан Российской империи. В 1918 году он был оккупирован Османской империей, но уже в августе-ноябре 1919 года войска Демократической Республики Грузии под руководством генерала Г. Квинитадзе вернули область Артаани к Грузии. После советской оккупации, согласно Карскому договору 1921 года, Артаани вместе с районами Артвин был передан Турции. В настоящее время он является частью Турции в виде провинции Ардахан.